# Руско-италијански споразум (1909)
24. октобра 1909, Краљ Виктор Емануел III Италије и Николај II царске Русије закључили су споразум у Ракониђију, познат као Ракониђијска погодба. 
Споразум је садржао:
- ако Русија или Италија закључе споразум који се тиче источне Европе са другом силом у будућности, друга страна овог споразума мора да приступи том споразуму.
- Италија признаје да Босфор треба да контролише Русија док у супротном Русија признаје интерест Италије у Триполију и Киренаики.

Међутим, Италија и Русија закључиле су нешто касније споразум са Аустроугарском без обзира на овај споразум.